# تاريخ مولدوفا

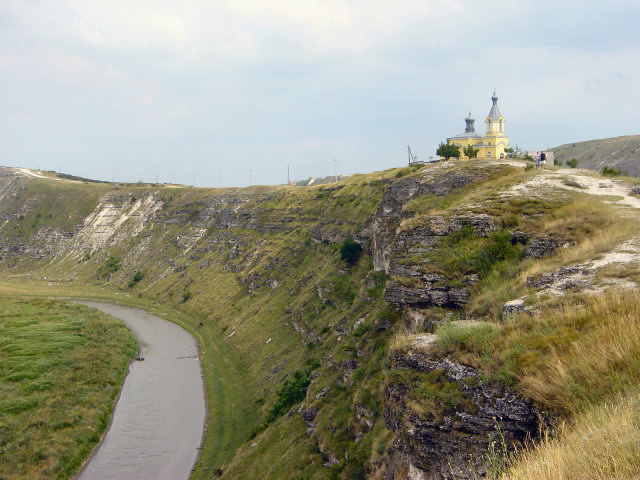

يمكن الرجوع في تاريخ مولدوفا إلى خمسينيات القرن الرابع عشر، وقتما أُسست إمارة البغدان، السلف القروسطي لمولدوفا ورومانيا الحاليتين. كانت الإمارة تابعة للإمبراطورية العثمانية من عام 1538 حتى القرن التاسع عشر. عقب إحدى عدة حروب روسية تركية في عام 1812، ضمت الإمبراطورية الروسية بيسارابيا التي تشكل النصف الشرقي من الإمارة. في عام 1918، استقلت بيسارابيا لمدة وجيزة وأصبحت جمهورية مولدافيا الديمقراطية، وتوحدت مع رومانيا إثرر قرار البرلمان (Sfatul Țării). إبّان الحرب العالمية الثانية، حررها الاتحاد السوفييتي من الاحتلال الألماني وضمها إليه تحت اسم جمهورية مولدافيا السوفييتية الاشتراكية المستقلة، وبقي الأمر على تلك الحال حتى تفكك الاتحاد السوفييتي. أعلنت البلاد استقلالها باسم جمهورية مولدوفا في عام 1991.

## ما قبل التاريخ
اكتُشفت في عام 2010 أدوات صوّانية من مرحلة أولدوان في دوباساري في دنيستر الدنيا يُقدر عمرها بين 800,000 و1.2 مليون عام، تثبت تواجد البشر الأوائل في مولدوفا خلال العصر الحجري القديم السفلي. في أزمنة ما قبل التاريخ، ازدهرت سلسلة من الحضارات في أرض مولدوفا الحالية منذ أواخر العصر الجليدي مرورًا بالعصر الحجري الحديث، والعصر النحاسي، والعصر البرونزي وبداية العصر الحديدي، وقتما بدأ تدوين سجلات تاريخية عمّن عاشوا في هذه الأراضي. كان من بين هذه الحضارات: حضارة الفخار الخطي (5500 – 4500 ق.م تقريبًا)، وحضارة كيوكوتيني – تريبيليان (5500 – 2750 ق.م تقريبًا)، وحضارة يامنايا (3600 – 2300 ق.م تقريبًا). أُنجزت خلال هذه المرحلة من الزمن العديد من الابتكارات والتقدمات، متضمنةً ممارسة الزراعة، وتربية الحيوانات، والخزف المشوي في فرن، والنسج، وتشكيل مستوطنات كبيرة وقرى. في الواقع، كانت بعض مستوطنات المنطقة في زمن حضارة كيوكوتيني – تريبيليان أكبر من أي مكان آخر على الأرض وقتها، وسبقوا حتى أقدم القرى السومرية في بلاد الرافدين. قامت في المنطقة الممتدة من نهر دنيبر في الشرق إلى بوابة الدانوب الحديدية في الغرب (وتشمل الأرض الواقعة في مولدوفا حاليًا)، حضارة بنفس مستوى تقدم أي حضارة أخرى على الأرض في فترة العصر الحجري الحديث.
يمكن جواب سؤال لماذا لم تبقَ هذه المنطقة في صدارة التطور التقني والاجتماعي في تاريخ موقعها الجغرافي اللاحق. عند نهاية الفترة الأكثر سلميةً في العصر الحجري الحديث، أصبحت هذه المنطقة طريقًا سريعًا للغزاة المشرقيين الزاحفين باتجاه أوروبا. بحلول الوقت الذي بدأت فيه السجلات التاريخية المكتوبة بتغطية هذه المنطقة، كان قد اكتسحها مسبقًا عدد من الاحتلالات التي تركت اضطرابًا اجتماعيًا وسياسيًا في أعقابها. تابع هذا المجرى سيره بصورة منتظمة إلى حد ما حتى القرن العشرين. مع كمية الدمار الكبيرة، كان من الصعب على المقيمين في هذه المنطقة أن يتعافوا من غزوٍ قبل أن يواجهوا غزوًا لاحقًا آخر. مع ذلك، خلّفت المجتمعات القليلة التي تمكنت من النجاة مدة من الزمن في خضم هذه القرون المضربة حضارة وتاريخًا غنيين ودراميين.

## العصور القديمة والعصور الوسطى المبكرة
في العصور القديمة المسجلة، سكن أرض مولدوفا عدة قبائل، وبصورة أساسية قبيلة الأكاتزيروي، والباستارنيين والسكوثيين والسارماتيين أيضًا في فترات مختلفة. بين القرنين الأول والسابع الميلاديين، كان الجنوب تحت حكم الإمبراطوريتين الرومانية والبيزنطية على نحو متقطع. بسبب موقعها الاستراتيجي على طريق واصل بين آسيا وأوروبا، تعرضت مولدوفا للغزو من قبل القوط، والهون، والآفار، والمجريين، والروس الكييفين، والبجناك، والكومان والمنغوليين وغيرهم. حكمت الإمبراطورية البلغارية الأولى المنقطة أو أجزاء منها منذ أواخر القرن السابع وأوائل القرن الثامن حتى أواخر القرن العاشر، وحكمتها إمارة هاليتش في القرن الثاني عشر والإمبراطورية البلغارية الثانية بصورة متقطعة منذ أوائل القرن الثالث عشر حتى أوائل القرن الرابع عشر. ترك مستعمرو جمهورية جنوة أثرهم في المنطقة أيضًا. ذكر التأريخ الهيباتي اسم البولوهوفيني (القرن الثالث عشر) ويزعم أنها تجمع سكاني روماني متصل بفولوتش، وهي التسمية الأجنبية السلافية الشرقية للرومانيين. عرّف أليكساندرو في. بولدور البولوهوفيني على أنهم رومانيون.

## إمارة مولدافيا
تأسست إمارة مولدافيا القروسطية عام 1359 مغطية ما يدعى منطقة الكاربات – الدانوب – دنيستر، ممتدة من ترانسلفانيا في الغرب إلى نهر دنيستر في الشرق. ضمت أراضيها أرض جمهورية مولدوفا الحالية، والمقاطعات الثمانية الشرقية من مقاطعات رومانيا البالغ عددها 41 (إقليم ما زال يدعوه السكان المحليون مولدوفا)، وتشيرنيفتسي أوبلاست وإقليم بودجاك الأوكراني. كانت نواتها في الجزء الشمالي الغربي، («الأرض العليا»)، عُرف جزء منها لاحقًا باسم بوكوفينا. يعود أصل اسم الإمارة إلى نهر مولدوفا.
يُعزى تأسيس مولدافيا إلى نبلاء الفلاتش (تسمية أجنبية قديمة للرومانيين) دراغوس وبيديو من ماراموريس، الذين أمرهم ملك هنغاريا في عام 1343 (تقول مصادر أخرى في عام  1285) أن يؤسسوا دفاعًا لمملكة هنغاريا التاريخية ضد التتار، وبوغدان الأول من كوهيا، روماني آخر من ماراموريس، الذي أصبح أول أمير مستقل لمولدافيا وقتما رفض الانصياع للسلطة الهنغارية في عام 1359. غادر بوغدان الأول أراضيه في ماراموريس برفقة جيشه وجزء من السكان الرومانيين، وعبر الجبال باتجاه الشرق بعد أن خاض صراعًا مع الحكام الهنغاريين. كان الأمير شتيفان الكبير أعظم الشخصيات المولدافية، وحكمها من عام 1457 حتى عام 1504. حارب المملكة الهنغارية، والمملكة البولندية، والإمبراطورية العثمانية، بنجاح في الجزء الأكبر من حكمه.
خلف شتيفان العظيم أمراء أضعف فأضعف، وأصبحت مولدافيا تابعة للإمبراطورية العثمانية في عام 1538، وكانت تدين لها بنسبة من ريعها الداخلي، الذي ارتفع في بعض الأوقات إلى 10%. كان محظورًا على مولدافيا إقامة علاقات خارجية على نحو يضر بالإمبراطورية العثمانية (رغم أن البلاد تمكنت في بعض الأوقات من الالتفاف على هذا الحظر)، لكنها كانت مستقلة ذاتيًا، بما يشمل السلطة المنفردة على التجارة الخارجية. كان القانون يحظر على الأتراك استملاك أراضٍ أو بناء مؤسسات دينية في مولدافيا. أمّن الأمير فاسيل لوبو عرش مولدافيا في عام 1634 بعد سلسلة من الدسائس المعقدة، واستطاع الحفاظ عليه مدة اثني عشر عامًا. كان لوبو مديرًا قديرًا وممولًا لامعًا، وسرعان ما أصبح الرجل الأغنى في الشرق المسيحي. أبقته الهدايا المُنتقاة بحصافة على علاقة جيدة بالسلطات العثمانية.
في القرن الثامن عشر، غالبًا ما كانت أرض مولدافيا معبرًا أو منطقة حرب إبّان الصراعات بين العثمانيين والنمساويين والروس. في عام 1774، عقب النصر في معركة ضد العثمانيين، احتلت روسيا مولدافيا المسيحية، التي كان لم تزل تابعة للإمبراطورية العثمانية في وقتها. في عام 1775، ضم التاج الهابسبورغي ما يقارب 11% من منطقة مولدافيا، ما شاعت معرفته باسم بوكوفينا. مع توقيع معاهدة بوخارست عقب الحرب الروسية التركية (1806 – 1812)، كانت روسيا قد ضمت أكثر من 50% من أراضيها، ما أصبح يُعرف بعدها باسم بيسارابيا.